# Tom (Desperate Housewives)
Tom Scavo es un personaje de ficción de la serie de televisión de ABC Desperate Housewives, interpretado por el actor Doug Savant. Tom está casado con Lynette Scavo.

## Temporada Uno
Tom Scavo trabaja con frecuencia fuera de la ciudad. También parece ser completamente ajeno a las preocupaciones y problemas de Lynette. Tom ha mantenido un gran secreto a su mujer del que sólo su padre, Rodney Scavo, conoce. Se trata de que tiene una hija secreta: Kayla. Tom decide convertirse en un "Amo de casa" después de que él pierda su promoción con Annabel y posteriormente abandona su puesto de trabajo. Él parece que realmente se preocupa por Lynette, que está preparado para discutir asuntos de la familia con ella, si ella siente que lo necesitan.

## Temporada Dos
A mitad de la segunda temporada, Tom regresa a su lugar de trabajo, para compartir una empresa con su esposa por segunda vez. Pero cuando el jefe de Lynette le pide que envíe mensajes de texto a su esposa que lo ayudará a calentar su vida sexual, su mujer descubre todo y pone en peligro a todos a menos que digan quién es la persona que envió los mensajes calientes. El jefe tiene la sensación de que no puede decirle que fue Lynette, entonces él le dice a su esposa que fue Tom y ella decide dispararlo en lugar de Tom. Tom decide construir un sitio de chat con su compañero de trabajo Ed. A través de un "forense", Ed descubrió que Tom ha sido el responsable de la falsificación de informes de gastos. Esto termina con Ed dando puñetazos en la cara a Tom. Como los motivos necesarios de despido se han cumplido, el doble motivo de hecho, Tom es despedido. Tom se encuentra en una reunión con otra mujer después de que Lynette le sigue a Atlantic City y ve de primera mano lo que ella se imaginaba.

## Temporada Tres
Más tarde descubrió que esta mujer es Nora Huntington, con la cual tuvo una noche de pasión dos años antes de haber conocido a Lynette. En el final de la segunda temporada se reveló que al parecer había concebido a su hija, una niña llamada Kayla Huntington. Esto es una novedad para Tom ya que la noche se llevó a cabo alrededor de trece años atrás y Nora nunca le había dicho nada acerca de su embarazo. Después, Tom confiesa a Lynette que desea entrar en el negocio de la entrega de pizzas. Sin embargo, Nora le socava constantemente detrás de su espalda y trata de llegar hasta Lynette, a quien le cuenta toda la idea. Su plan es mostrar apoyo a Tom, y hacerle subir la tensión de Lynette. Tom, sin embargo, no cae en las redes de Nora y rechaza su seducción. Él le dice a Lynette que amenazó a Nora con que nunca vuelva hablarle.
Su matrimonio sigue disminuyendo ya que Lynette no le habla a Tom durante cinco días. En un intento por reconstruir su matrimonio, Tom recibe a su antiguo amigo del colegio y consejero matrimonial para tratar de hablar con ellos sin que Lynette lo sepa, pero ella vigila las sospechosas acciones de Tom y se muestra aún más frustrada con él en su "terapia emboscada". El doctor les informa que deben dejar todos los reclamos atrás y tener una comunicación honesta si quieren recuperar la pareja, Tom sugiere a Lynette que tengan sexo ya que es la única manera que pueden comunicarse a menos que quiera hablar. Lynette está de acuerdo con el sexo y se niega a hablar, pero se vuelve violenta con Tom. En un momento de ira, Tom la toma en sus brazos y le pregunta por qué está tan molesta, y ella revela que estaba cocinando con Rick y él había prendido fuego la comida. Entonces Tom mete a Lynette de nuevo en la cama, y se lastima su espalda. Tom se mueve mucho porque siente espasmos en la espalda causando que de repente Lynette se caiga de la cama, y golpee su cabeza en el lateral de la mesa. Ella se va al hospital por  su lesión y Tom descubre que Lynette despidió a Rick. El médico realiza una tomografía axilar a Lynette y encuentra que los ganglios linfáticos están hinchados y le sugiere hacer una biopsia, ya que podría ser el linfoma (un tipo de cáncer).

## Temporada Cuatro
En la cuarta temporada Lynette le pide a Tom que no volviera a sus sesiones de quimioterapia por ser demasiado emocional, de modo que Lynette le pide a Gabrielle que la acompañe a las sesiones. Mientras tanto, en el tercer episodio llamado "El Juego", Tom asiste a una pequeña reunión organizada por Susan, Lynette estaba invitada también, sin embargo, ella se queda en casa porque está enferma, la madre de Lynette, Stella, se siente mal por ella y recibe una marihuana en secreto que pertenece a Andrew y con ella hornea unos brownies de manera que las cosas sean más fáciles para su hija y ya no se sienta enferma. Lynette asiste a la fiesta de Susan después de probar uno de los brownies y sentirse mucho mejor por la droga que contenían, pero estaba tan perdida que hace el ridículo enfrente de todos. Stella llega y le dice a Tom que por más que quiera no puede tener uno de los brownies y Tom decide retirarse antes de que todo el mundo pueda comer, pero termina por empujar accidentalmente a Gabrielle y al nuevo residente Adam Mayfair, el cual derrama todo su vino. Hecho que causa una riña entre Gabrielle y la esposa de Adam, Katherine Mayfair. Más tarde, Tom aparece al final del episodio cuando Lynette descubre la verdad acerca de lo que le hizo Stella. 
En el noveno episodio "Something's Coming", Lynette pide a la Sra. McClusky de favor si su familia puede usar su sótano durante una advertencia de tornado. Después de muchas dudas, ella acepta y Lynette lleva a Tom y a los chicos al sótano de Karen donde están jugando a las cartas ella y Ida que trajo a su gato al que Tom es alérgico. Su asma se inicia y se ve obligado a sentarse en el otro lado de la habitación, pero aun así sigue teniendo problemas para respirar y Lynette se preocupa. Si bien todo el mundo está dormido Lynette se escabulló en la noche, tomó el gato de Ida y subió a la planta alta para dejar al gato lo más posible alejado de Tom. Pero es atrapada por la señora McClusky, Lynette le dice que lo más importante para ella es su esposo y no un simple gato común, a lo que Karen le responde que es el gato de su única y verdadera amiga Ida, que ella sí la visita seguido y siempre está con ella cuando se siente sola, Lynette le dice que ella también es su amiga pero la señora McClusky dice que lo es sólo cuando Lynette necesita un favor. Toby se escapa de las manos de Lynette por lo que Karen sale en su busca pero el tornado viene deprisa y les obliga a correr al hogar de Los Scavo en el que se refugian en una bañera y usan un colchón sobre ellas para protegerse. Después de que la tormenta ha terminado, y de que abandonen la casa donde se encontraban ven la casa de Karen se ha reducido a escombros, con Tom, Ida, y los niños aún dentro de ella. Ese mismo día son rescatados Tom y todos ellos por los bomberos, menos Ida que murió con tal de protegerlos arrinconándolos debajo de la escalera y quedándose ella desprotegida.

## Temporada Cinco
En el primer episodio de la temporada 5, Tom está pasando por una crisis de la mediana edad y se compra un Ford Mustang. Ha demostrado que tiene dificultades para disciplinar a sus hijos adolescentes, ya que los trata con mucho más frescura que lo hacían con Tom cuando tenía su edad. Lynette les da prestado a los gemelos el Mustang para un baile. Cuando regresan media hora tarde, Tom se enoja. Cuando ellos dicen que está más preocupado por el coche que por ellos, le da una patada a un espejo, pero confiesa a Lynette que ya estaba roto y había pedido un reemplazo, impresionándola. En "Mirror, Mirror", escenas retrospectivas muestran que Tom fue electrocutado en un accidente y casi muere, lo que le llevó a disfrutar de la vida tanto como pudo. En el presente, le dice a Lynette su plan de vender el restaurante, comprar una casa rodante y pasar un año viajando por el país con su familia. Lynette no está contenta con esto y las tensiones aumentan. Cuando Tom contactó con una de las madres de los amigos de su hijo, Ann Shilling, quien es un agente de bienes raíces, le encontró un espacio de ensayo para la banda de garage que él y algunos de los otros hombres de Wisteria Lane han comenzado. Ha pasado mucho tiempo allí, y Lynette se enfrentó a él acerca de que está durmiendo con la señora Shilling, ya que ha "disminuido" algunos elementos para la sala de ensayo, entre ellos un futón. Tom se lo negó; para luego ella encuentra una envoltura del condón en el suelo. Dedujo que Porter se acuesta con alguna chica, pero Lynette ve a la Sra. Shilling partiendo desde el local de ensayo cuando Tom está ahí, por lo que Lynette piensa que Tom la engaña. En el siguiente episodio, Tom y Lynette se dan cuenta de que Porter es, de hecho, el que tiene un romance clandestino con la agente de bienes raíces. Después de mucha deliberación, Lynette decide pagarle a la señora Shilling para que se fuera, pero esto resulta contraproducente cuando Porter desaparece, alegando que él quiere estar con ella. En el último episodio nos enteramos de que a causa de la mala economía, La Pizzería Scavo tiene bajas ventas, y Tom se vio obligado a vender su negocio para reunir el dinero para pagar sus préstamos y devolverle a Bree su dinero.
Tom se hunde en una depresión. Lynette consigue un nuevo trabajo y en el final de la quinta temporada, Tom decide ir a la universidad para aprender chino. Pensando que esto es parte de su crisis de la mediana edad, uno de los intentos de Lynette es sabotear a Tom consiguiendo que se emborrache la noche antes de su examen de ingreso. Es sólo después de que Tom dice que él estaba tomando clases de chino con la esperanza de conseguir un nuevo empleo en ese mercado. Aunque parezca increíble, Tom logró acertar en las cinco primeras preguntas del examen a pesar de estar con resaca. Sin embargo, sus planes para la universidad se sacudieron cuando Lynette revela que está de 3 o 4 meses embarazada de gemelos.

## Temporada Seis
Tom está muy entusiasmado con ser papá de nuevo, pero Lynette no está segura si ella ama a sus hijos por nacer. Tom entonces le dice que cuando los sostenga en sus brazos, los amará con todo su corazón. Lynette pierde un niño. 
Tom estaba haciendo trampa en la escuela porque tenía miedo de fracasar. Tuvo que abandonar la universidad. Él se hace cargo del trabajo de Lynette con Carlos mientras que ella está de baja por maternidad.

## Temporada Siete
Tom ha sido diagnosticado con depresión posparto. Entonces se le prescribe marihuana como una cura; pero Lynette se opone a esto, provocando el primer conflicto en esta temporada entre ellos. En el episodio "Let Me Entertain You", Tom decide contratar a su propia madre como niñera para el nuevo bebé. Después de una gran discusión, Lynette la despide pero Tom lo anula, diciéndole que ella se va a quedar. Luego de la intensa charla entre Lynette y Allison, la madre de Tom le muestra síntomas de demencia a Penny, desconocidos para Lynette y Tom. Finalmente ellos descubren la demencia de Allison en Halloween, después de que ella se derrumba frente a la casa de Gabrielle Solis. Allison es mandada a un asilo. Tom está profundamente molesto por la enfermedad de su madre. 
Renee Perry estando borracha le revela a Susan que una vez se acostó con Tom. Renee al final se lo confiesa a Lynette, revelando que el asunto tuvo lugar cuando ella y Tom estaban comprometidos, pero durante una de sus habituales "rupturas". Lynette está naturalmente molesta, pero lo mantiene silencioso y comienza una serie de bromas contra Tom como una venganza. Cuando Renee averigua lo que Lynette está haciendo, le cuenta a Tom. Él confronta a Lynette y le dice que quería hablarle de Renee, pero nunca hubo un buen momento para esto porque no quería arruinar la vida maravillosa que tienen juntos. A continuación, Lynette lo perdona.
Tom recibe una gran promoción en una empresa nueva y es ascendido a otro puesto. Lynette está preocupada por su exceso de trabajo, pero Tom le dice que se siente más vivo que nunca.
Cuando Tom decide reservar unas vacaciones de lujo para la familia y se lo anuncia a Lynette, esta se molesta porque no lo consultó con ella primero. Ambos les cuentan a los niños que planean un viaje familiar, pero no se ponen de acuerdo con la elección del destino; esto solo lleva a otra pelea entre ellos, esta vez sin embargo, se insultan enfrente de sus hijos. La relación se deteriora y se vuelve extremadamente difícil. Cuando Tom regresa a casa lleva a Lynette a un condominio de su empresa, ella se ilusiona creyendo que van a pasar tiempo a solas, al contrario son interrumpidos de manera constante por compañeros de su oficina. Antes de que Lynette asista a una cena vecinal, Penny revela que Tom le había dejado una nota. Lynette se sorprende y descubre que la maleta sin envasar de Tom no está en el dormitorio, convencida de que Tom la abandonó. Después de contarle a Susan que ella pensaba que Tom la había dejado, Lynette entra en su casa y encuentra a Tom cortando ingredientes de la ensalada. Él le dice a Lynette que sólo había ido a comprar los ingredientes. Lynette le pregunta por qué había tardado dos horas, lo que lleva a Tom revelar que huyó, pero minutos más tarde se arrepintió. Lynette confiesa que cuando ella pensó que Tom se había ido, se sintió aliviada, lo que lleva a la pareja decidir finalmente separarse.

## Temporada Ocho
Al comienzo de la temporada ocho, Tom se ha mudado fuera de Wisteria Lane. Él y Lynette se ponen de acuerdo en trabajar en su matrimonio y asistir a terapia de pareja, sin embargo, cuando Tom comienza a salir con una mujer de su nuevo edificio, Jane, Lynette parece pensar que no es necesaria más terapia si Tom no tiene fe en su matrimonio. Más tarde, él y Jane estaban por viajar a París, aunque Lynette lo detiene en el aeropuerto y le confiesa que ella está involucrada en el asesinato del padrastro de Gabrielle. A continuación, se compromete a quedarse con ella para ayudarla a afrontar la situación, y Jane se fue a París sin él. 
Cuando la investigación del asesinato termina, Lynette le dice a Tom que debe irse a París con Jane. Al volver, en la fiesta de cumpleaños de Penny, Jane le dice a Lynette que se iba a mudar con Tom, después Jane fuerza a Tom para llevarle a Lynette los papeles del divorcio pero termina llevándolos ella misma, Lynette confronta a Tom quien ya había había firmado los papeles y ella decide firmarlos también. Al final Tom se da cuenta de que extraña a Lynette y decide dejar a Jane. Tom y Lynette vuelven para siempre.
- Datos: Q1076692